# Alberguería de Herguijuela
Alberguería es una localidad española del municipio de Herguijuela del Campo, en la provincia de Salamanca, comunidad autónoma de Castilla y León, España.

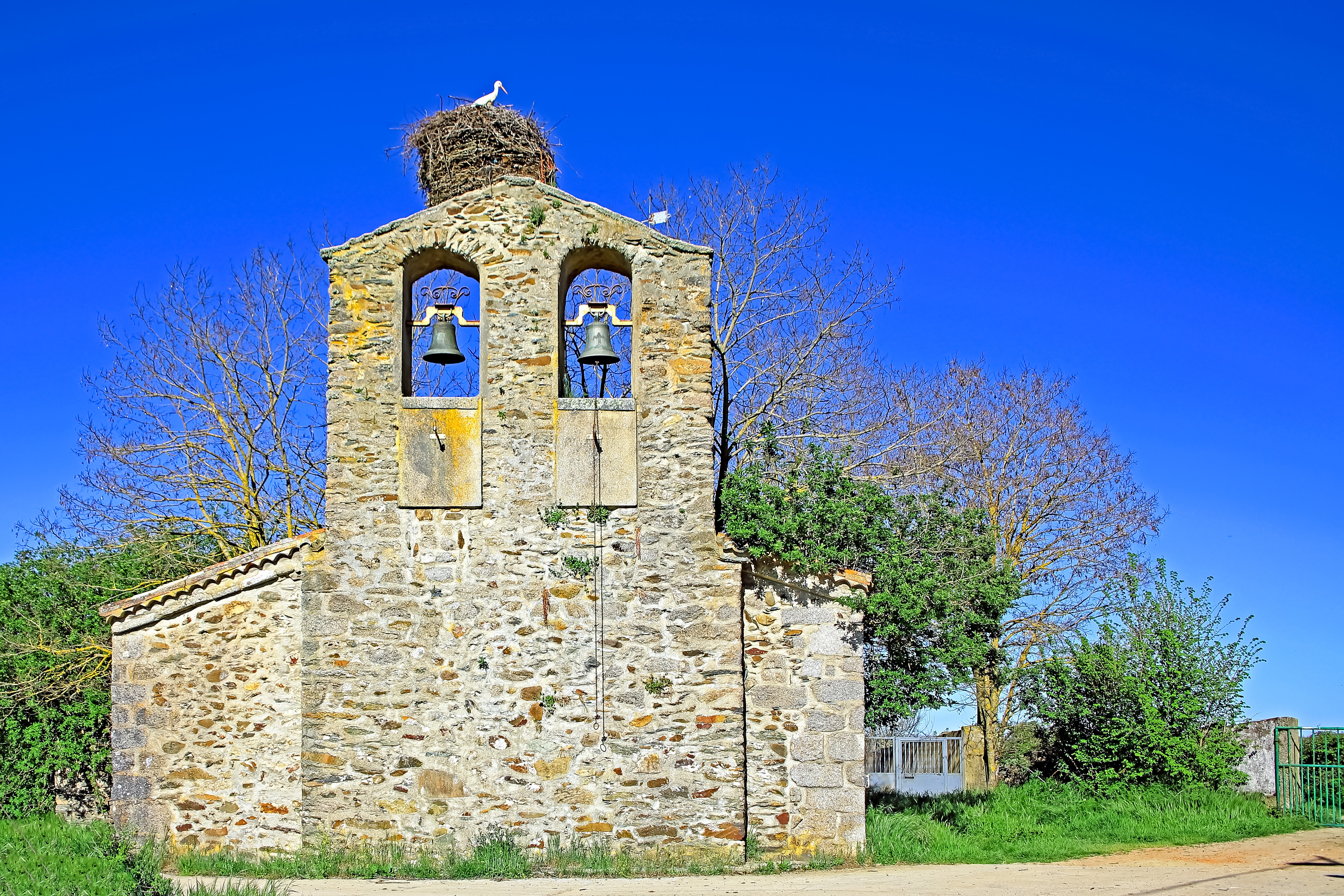
Iglesia parroquial

## Geografía
Se integra dentro de la comarca de Guijuelo, en la subcomarca de Entresierras (Alto Alagón) y la microcomarca de Las Bardas.

## Historia
La fundación de Alberguería de Herguijuela se remonta a la Edad Media, habiendo quedado encuadrado en el siglo XIII en el Alfoz de Monleón tras la creación de éste por el rey Alfonso IX de León. Posteriormente, con la integración del alfoz de Monleón en el cuarto de Peña del Rey de la jurisdicción de Salamanca, Alberguería quedó integrado en esta. Con la creación de las actuales provincias en 1833, quedó integrado en la provincia de Salamanca, dentro de la Región Leonesa. A mediados del siglo XIX pierde su independencia integrándose en el municipio de Herguijuela de la Sierpe.

## Demografía
En 2017 contaba con una población de 9 habitantes, de los cuales 5 eran varones y 4 mujeres (INE 2017).
| Gráfica de evolución demográfica de Alberguería de Herguijuela entre 2000 y 2017         |
|                                                                                          |
| Fuente: Instituto Nacional de Estadística de España - Elaboración gráfica por Wikipedia. |